# Max und die wilde 7
Max und die wilde 7 ist ein deutscher Film des Regisseurs Winfried Oelsner aus dem Jahr 2020. Die Realverfilmung basiert auf dem gleichnamigen Kinderbuch Max und die Wilde Sieben – Das schwarze Ass von Lisa-Marie Dickreiter und Winfried Oelsner aus dem Jahr 2014.

## Handlung
Der neunjährige Max zieht auf die zum Seniorenstift umgewandelte Burg Geroldseck, wo seine Mutter als Altenpflegerin arbeitet. In der Schule wird Max deswegen gemobbt, aber er findet in den Senioren des Altenheims neue Freunde. Zusammen mit der ehemaligen Schauspielerin Vera, dem Fußballtrainer Horst und dem Naturforscher Kilian, bekannt als „Die wilde 7“, sowie seiner Schulkameradin Laura begibt er sich auf die Suche nach dem Täter, als im Altenheim Wertgegenstände aus den Zimmern der Bewohner gestohlen werden und der Verdacht auf Max’ Mutter fällt.

## Produktion
Max und die wilde 7 wird unterstützt von:
- Filmförderungsanstalt,
- FilmFernsehFonds Bayern,
- DFF – Deutsches Filminstitut & Filmmuseum und
- HessenFilm und Medien[3]

Der Film kam am 6. August 2020 in die deutschen Kinos und wird vom Unternehmen Leonine vertrieben. 
Gedreht wurde im Schloss Büdingen und im Schloss Braunfels.

## Rezeption
Die Deutsche Film- und Medienbewertung (FBW) vergibt für den Film das Prädikat „Besonders wertvoll“ und urteilt „Generationsübergreifender Kinderfilmspaß“.
spielfilm.de urteilt als Fazit: „Wunderbar unterhaltender, abgeklärt inszenierter Familienfilm, der auf raffinierte Weise eine spannende Detektivgeschichte mit Witz, Action, Coming-of-Age sowie nachdenklichen Momenten verbindet.“

## Auszeichnungen
- Die Deutsche Film- und Medienbewertung (FBW) vergibt für den Film das Prädikat „Besonders wertvoll“.[3]
- Drehbuch Ausgezeichnet mit dem Kindertiger[7]